# Xestoblatta amedegnatae
Xestoblatta amedegnatae är en kackerlacksart som beskrevs av Philippe Grandcolas 1992. Xestoblatta amedegnatae ingår i släktet Xestoblatta och familjen småkackerlackor.
Artens utbredningsområde är Ecuador. Inga underarter finns listade i Catalogue of Life.